# Lions Clubs International
Lions Clubs International, skraćeno LCI, je međunarodna sekularna humanitarna organizacija. Lionsi broje oko 1,4 milijuna članova u više od 200 država svijeta. Osnovao ju je Melvin Jones u mjestu Oak Brook u Illinoisu, gdje se nalazi i sjedište organizacije.
Lions klubovi u Hrvatskoj su aktivni od 1990. godine.

## Poznati članovi
- Larry Bird
- Jimmy Carter
- Amelia Earhart
- Helen Keller

## Vanjske poveznice
- Službena stranica
- Lions Hrvatska